# Окунь, Александр Нисонович

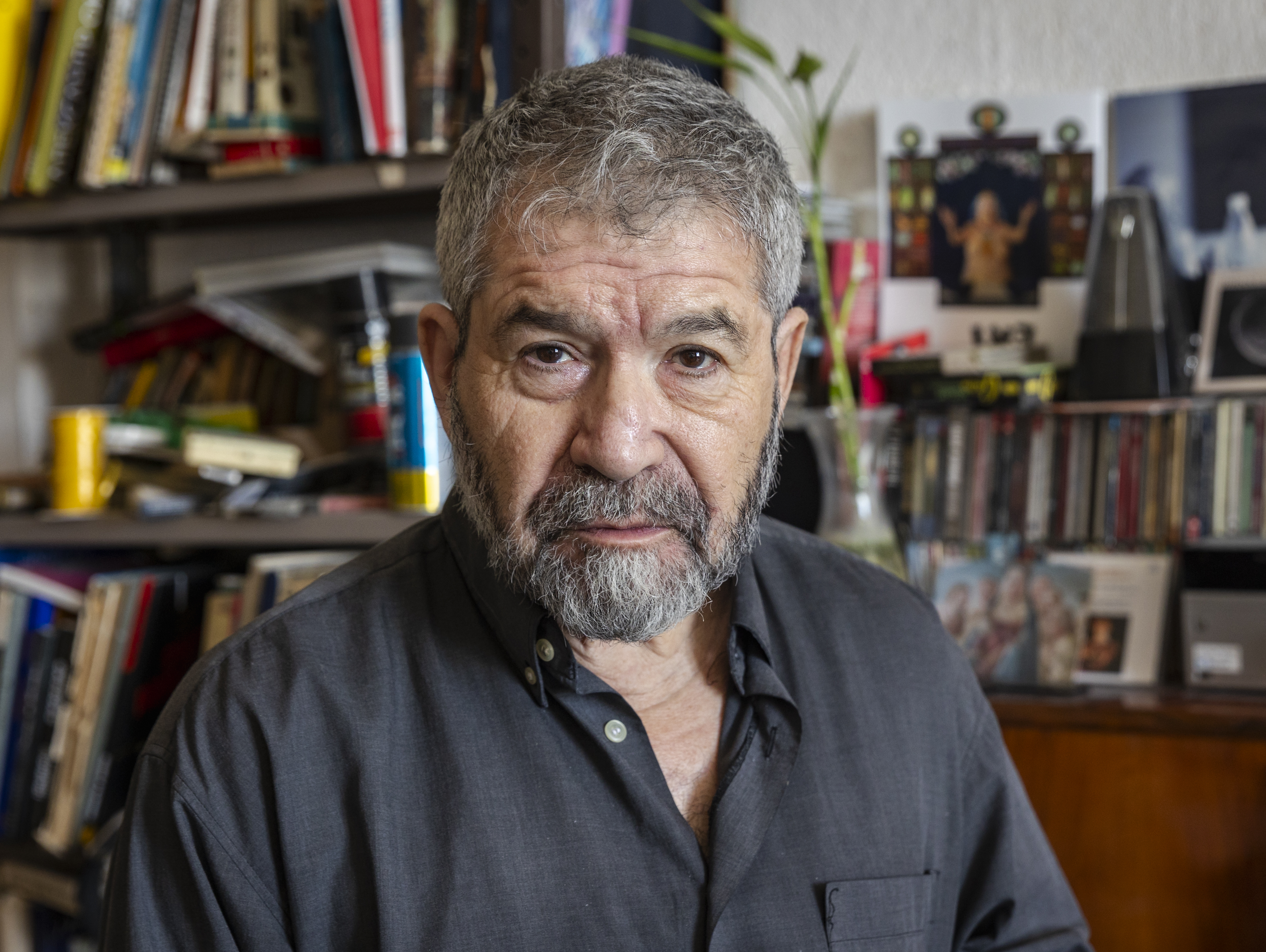
Александр Окунь. В творческой студии в Иерусалиме. 2023

Алекса́ндр Ни́сонович О́кунь (Саша Окунь; род. 12 мая 1949, Ленинград) — советский и израильский художник, журналист, теле- и радиоведущий.

## Биография
Родился в 1949 году в Ленинграде. С 1961 по 1964 год начал заниматься живописью в студии С. Д. Левина во Дворце Пионеров им. А. А. Жданова, с 1964 по 1966 год учился в школе № 190 при ЛВХПУ им. В. И. Мухиной. С 1966 по 1971 год — студент ЛВХПУ им. В. И. Мухиной (факультет промышленного дизайна).
В 1970-х годах был членом группы «Алеф», активным участником андеграунда, выставлялся на первых выставках нонконформистов в ДК им. И. Газа и ДК «Невский» в Ленинграде, а также в музеях и галереях США, в частности, в музеях Клячник (Вашингтон), Магнес (Беркли, Калифорния) и Скрибл (Лос-Анджелес, Калифорния).
Репатриировался в Израиль в 1979 году.
Александр Окунь — доцент Израильской Академии Художеств Бецалель и адъюнкт-профессор Беллармин-Колледжа (Луисвилль, США).
В 1996 году стал председателем комиссии по изобразительному искусству при Министерстве абсорбции Израиля, а с 2000 по 2005 год был председателем Иерусалимского союза художников и скульпторов.
Помимо традиционных видов изобразительного искусства — живописи, скульптуры, рисунка — Окунь работает в области инсталляции и видео. Израильские критики (Гидеон Офрат, Смадар Шеффи, Майкл Ронен и др.), отмечая виртуозный рисунок и высочайшее качество живописных работ Окуня, называют его Ханохом Левином израильского искусства. Для творчества Александра Окуня характерно использование классических традиций барокко (Рубенс, Тьеполо) в отображении обыденной жизни, увиденной им в трагикомическом абсурдном ракурсе, напоминающем о традициях ОБЭРИУ.
«В его работах проявляется чувственная связь между ренессансом Микеланджело, романтизмом, гротеском Домье, сюрреалистическим прикосновением Ханоха Левина и концептуальным подходом современности. Эта комбинация, в высшей степени профессиональная, создана рукой подлинного виртуоза, и в результате появляется поистине оригинальное явление — Саша Окунь».
Окунь занимается также книжной иллюстрацией. Он иллюстратор многих книг И. Губермана, Б. Камянова и С. Шварцбанда.
Живёт и работает в Иерусалиме.

## Работы в собраниях
Работы Александра Окуня представлены в частных собраниях Австралии, Австрии, Канады, Франции, Израиля, Италии, Мексики, Польши, Голландии, России и США, а также в музеях России, Израиля и Австрии:
- Музей Государственной художественно-промышленной академии им. Штиглица (Санкт-Петербург)
- Эрмитаж (Санкт-Петербург)
- Русский музей (Санкт-Петербург)
- Музей Нонконформистского искусства (Санкт-Петербург)
- Музей Израиля (Иерусалим)
- Тель-Авивский музей изобразительных искусств (Тель-Авив)
- Альбертина (Вена)
- Художественный музей (Витебск)
- Музей Яд ва-Шем (Иерусалим)
- Негев Музей (Беэр-Шева)
- Музей Янко Дада (Эйн-Ход)
- Музей Иланы Гур (Яффа)
- Музей Бар Давид (Барам)
- Открытый музей Тефен (Галилея)

## Избранные персональные выставки
- 2025 — выставка с Юдит Анис, Галерея Кореш 14, Иерусалим
- 2025 — Музей Современного Искусства, Петах-Тиква
- 2024 — «Врата Справедливости», галерея Альбертина Клостернойбург, Вена
- 2023 — «Храм жизни» (посвященна рынку Махане Иегуда), городская галерея «Бейт Гордон», Ришон ле-Цион
- 2019 — «Где ты?», Русский музей (Санкт-Петербург)
- 2016 — «Гармония и диссонанс», галерея U&I, Лондон
- 2014 — «Лауреаты приза Иш Шалом», галерея «Агрипас 12», Иерусалим
- 2014 —  Художественный музей, Витебск
- 2013 — «Мастер и Ученик», совместно с Асей Лукиной, галерея «Нора», Иерусалим
- 2013 — музей Израильского искусства, Рамат-Ган
- 2011 — Галерея «Байт Адом», Тель-Авив — Яффа
- 2010 — «Паддингтон Сентрал», Лондон
- 2006 — Дом Художников, Иерусалим
- 2005 — Галерея «Басис», Адасса-Неурим
- 2000 — музей Израильского искусства, Рамат-Ган
- 1999 — Открытый музей, Тефен
- 1998 — галерея «Нора», Иерусалим
- 1994 — музей Янко Дада, Эйн-Ход
- 1994 — музей Изящных искусств, Эйн-Харод
- 1992 — Израильский музей, Иерусалим
- 1988 — Иерусалимский театр
- 1987, 1989 — Галерея «Орас Рихтер», Тель-Авив — Яффа
- 1987 — Международный центр искусств «Ситэ», Париж
- 1981, 1982, 1983, 1985, 1986, 1988 — галерея «Дебель», Иерусалим

## Избранные коллективные выставки
- 2025 – "Местечко на Фонтанке. От Шагала до современности", KGallery, Санкт-Петербург
- 2025 – Музей Современного Искусства, Петах-Тиква
- 2024 — Дом Художников, Тель-Авив
- 2024 — Еврейский музей, Вена
- 2022 — выставка работ из постоянной коллекции Галереи Альбертина, Галерея Альбертина, Вена
- 2020 — галерея «Элис Блэк», Лондон
- 2018 — Королевская академия художеств, Лондон
- 2017 — Галерея Альбертина, Вена
- 2016 — Музей Современного Искусства, Петах-Тиква
- 2011 — галерея «Кедма», Тель-Авив — Яффа
- 2009 — Музей Изящных искусств, Хайфа
- 2006 — Русский музей, Санкт-Петербург
- 2004 — фестиваль современного искусства, Манеж, Санкт-Петербург
- 2002—2003 — Музей Израиля, Иерусалим
- 2001 — Новый Манеж, Москва
- 1999 — Израильский фестиваль, Иерусалим
- 1999 — Осенний салон, «Гран-Пале», Париж
- 1998 — 40-летний юбилей Израиля, Иерусалим
- 1997 — Клячник музей, Вашингтон
- 1997 — галерея «Студио д’Арте Контемпорарио», Рим
- 1994 — Артфокус, Иерусалим
- 1993 — Русский музей, Санкт-Петербург
- 1992 — Музей Негева, Беэр-Шева
- 1991 — Денверский университет, Колорадо
- 1990 — Университет штата Огайо, Колумбус
- 1989 — галерея Ариадна, Санкт-Петербург
- 1988 — фестиваль «Классика в Контексте», Луисвилль (Кентукки)
- 1986 — Национальный музей Колумбии, Богота
- 1985 — Салон Изящных искусств, «Гран-Пале», Париж
- 1985 — Еврейский музей, Нью-Йорк
- 1978 — Музей Современного искусства, Ереван
- 1977 — музей «Скрибл», Лос-Анджелес
- 1976 — музей «Магнес», Беркли, Калифорния
- 1975 — 2-я выставка нонкомформистского искусства, ДК «Невский», Ленинград
- 1974 — 1-я выставка нонкомформистского искусства, ДК им. Газа, Ленинград.

## Премии
Александр Окунь награждён рядом премий и стипендий, среди которых:
- Премия Офера Фенигера (1983)
- Гестетнерская стипендия (1985)
- Рабочая стипендия Международного центра искусств Ситэ (Париж, 1987)
- Премия за достижения в искусстве им. Мордехая Иш Шалом (Иерусалим, 2014)
- Почётный гражданин Джефферсоновского графства (Кентукки, США, 1989)
- Кентуккийский полковник (высшее почётное звание штата Кентукки, США, 1989)

## Преподавание
С 1972 по 1976 год Александр Окунь преподавал рисунок в художественной школе № 2 и в Доме пионеров Дзержинского района в Ленинграде, с 1988 по 2001 год — рисунок и живопись в иерусалимском колледже «Эмуна».
С 1986 года и по сей день преподаёт рисунок в Израильской академии художеств Бецалель в Иерусалиме.

## Журналистика
В конце 1980-х годов Александр Окунь в соавторстве с Игорем Губерманом создаёт и ведёт передачу «Восемь с половиной» на израильском радио, а в 2003 году, в том же соавторстве, становится ведущим и автором программы «На троих» на канале «Израиль плюс».

## Литературная деятельность
Началом литературной деятельности Окуня стал перевод на русский язык (совместно с В. Глинером) книги Эли Визеля «Souls on Fire» (в переводе «Рассыпанные искры»). Книга, впервые опубликованная в Самиздате в 1979 году, затем издавалась дважды в издательствах: «Тарбут» (1987) и «Гешарим — Мосты культуры» (2000).
В последующие годы вышли в свет его книги: «Книга о вкусной и здоровой жизни» в соавторстве с И. Губерманом («Геперион», 2002; «Ретро», 2003; «Гешарим — Мосты культуры», 2003; ЭКСМО, 2005), «Плацебо» (издательство «АСЕ-ЗебраЕ», 2007), «Кулинарный мидраш» (издательство «Еврейский мир» с «Фолио», 2000), «Путеводитель по стране сионских мудрецов» в соавторстве с И. Губерманом (издательство «Лимбус Пресс», 2009; ЭКСМО, 2011; «Sefer Israel», 2014), «Камов и Каминка» (журнал «Звезда», N5, N6, 2015 и издательство «РИПОЛ классик», 2015). "Камов и Каминка" вошла в длинный список премии "Большая книга". В 2019 году в издательстве «Слово» опубликован «Роман с карандашом», ставший бестселлером наряду с неоднократно переиздававшимися «Книгой о вкусной и здоровой жизни» и «Путеводителем по стране сионских мудрецов». "Роман с карандашом" и "Камов и Каминка" были переведены на иврит и опубликованы в Израиле в 2022, 2023 и 2025 годах. В 2020 в том же издательстве вышла в свет книга "Кстати... об искусстве и не только".
Александр Окунь — автор многих эссе и статей (в том числе, под псевдонимами А. Перч и Анри Бергсон Джуниор) в журналах «Время и Мы», «22», «Иерусалимский журнал» и других периодических изданиях.

## Критика
- "Прекрасное изобразительное качество работ связывает произведения с европейской традицией, особенно со временами эпохи Возрождения. Живопись Окуня не отражает и не имитирует. Он варьирует между карикатурой и гротеском, не скатываясь на пошлость. Его работы не раз справедливо сравнивали с фресками по ощущению, которые они создают: комнату гигантов в Палаццо дель Те в Мантуе, написанную Гуглио Романо в XVI веке или некоторые образы в Часовне Сан-Антонио-де-ла-Флорида в Мадриде, написанные Гойей в 1799 году, - два места, где фрески безупречны и фантастичны",  Observationes Sasha Okun, Смадар Шефи, 2014
- "Действительно, мы не можем не восхищаться редкому живописному мастерству художника, его феноменальной способности рисовальщика и его культуре цвета, которые трудно найти в наших краях", Саша Окунь: человеческая комедия, Гидон Офрат, 2013
- "Недаром куратор Хагай Сегев определяет Окуня как «самого важного художника Израиля, который почти неизвестен; единственного художника эпохи Возрождения, живущего среди нас в Израиле»",  Гаарец, Наама Гринбаум, 2024

## Статьи
- Ирина Карасик, «Александр Окунь, живопись, графика», серия «Авангард на Неве», СпБ, издательство «Деян», 2020 г.
- Александр Боровский, Хагай Сегев, «Саша Окунь. Где ты?», Каталог выставки. Русский музей, СПб, 2019 г.,